# Georg Simonsen
Georg Simonsen er en tidligere dansk atlet. Han var medlem af Herning GF.

## Danske mesterskaber
- Bronze 1950 400 meter 51,4
- Bronze 1949 400 meter 51,4